# Фарста-странд (станція метро)
59°14′06″ пн. ш. 18°06′07″ сх. д. / 59.23505° пн. ш. 18.10207° сх. д.
«Фарста-странд» (швед. Farsta strand) — станція Зеленої лінії Стокгольмського метрополітену, обслуговується потягами маршруту Т18.
Станція була введена в експлуатацію 29 серпня 1971 року як південна кінцева станція від Фарста

Наступна станція Фарста, відстань від станції Слюссен 10,4 км.
Пасажирообіг станції в будень —	4,400  осіб (2019)

Розташування: Седерорт, Стокгольм
Конструкція: колонна двопрогінна станція мілкого закладення (глибина закладення — 5 м) з однією прямою острівною платформою.
Пересадка: на станцію Фарста-странд Стокгольмської приміської залізниці (200 м).

## Операції
| Попередня станція | Лінія | Лінія     | Лінія | Наступна станція |
| ----------------- | ----- | --------- | ----- | ---------------- |
| Фарста до Альвік  |       | Лінія T18 |       | Кінцева          |